# Andreas Mattsson
Per Andreas Mattsson, född 10 april 1967 i Piteå stadsförsamling i Norrbottens län, är en svensk musiker, låtskrivare och kompositör.

## Biografi
Andreas Mattsson var under 1990-talet med i indiebandet Popsicle, som var en av de centrala grupperna under den så kallade swindie-eran (svensk indie). Mattsson utgjorde senare ena halvan av bandet Sweet Chariots samt bildade 2003 det internationella bandet Vanessa & The O's ihop med bland andra James Iha från Smashing Pumpkins.
Andreas Mattsson har släppt fyra soloalbum, 2006 kom det första vid namn The Lawlessness of the Ruling Classes. Mattsson släppte 2011 sitt andra soloalbum Kick Death's Ass på skivbolaget SME. 2016 släppte han sitt tredje album via skivbolaget Woah Dad! och 2021 det fjärde albumet Soft Rock, denna gång på skivbolaget Playground Music. I samband med albumets lansering var han med i underhållningsprogrammet Så mycket bättres tolfte säsong.
Mattsson har under åren skrivit många låtar för andra artister, bland andra Carola, Fläskkvartetten, Lisa Nilsson, Sofia Karlsson, Bo Kaspers Orkester, Peter Jöback och Albin Lee Meldau. Han är också verksam som producent och ligger bland annat bakom Hello Saferides album More Modern Short Stories From Hello Saferide och Tomas Andersson Wijs album Romantiken samt delproducerade Firefox AK:s Color The Trees.
Han har ofta samarbetat med Niclas Frisk och tillsammans har de bland annat skrivit musiken till TV-serien Våra vänners liv. 2012 skrev Mattsson musiken till Jonas Gardells serie Torka aldrig tårar utan handskar.

## Privatliv
Andreas Mattsson är sambo med programledaren Anna Charlotta Gunnarson.

## Diskografi

### Soloalbum
- 2006 – The Lawlessness of the Ruling Classes
- 2011 – Kick Death's Ass
- 2016 – Solnedgången
- 2021 – Soft Rock

### Med Popsicle
- 1992 – Template
- 1992 – Lacquer
- 1994 – Abstinence
- 1996 – Popsicle
- 1997 – Stand Up And Testify
- 2005 – The Good Side of Popsicle

### Med Sweet Chariots
- 2000 – Beat Based, Song Centered, Spiritled

## Filmmusik
- 2002 – Big Girls Don't Cry
- 2003 – Toumaï
- 2006 – Den som viskar (TV-serie)
- 2006 – Sök
- 2010 – Våra vänners liv (TV-serie)
- 2012 – Torka aldrig tårar utan handskar (TV-serie)
- 2018 – Mannen som lekte med elden
- 2019 – De dagar som blommorna blommar (TV-serie)
- 2019 – Panik i tomteverkstan (TV-serie)
- 2020 – Den längsta dagen